# 望園路駅
望園路駅（ぼうえんろえき）は、上海市奉賢区、航南公路と望園路の交差点の南東側にあり、島式ホームを持つ上海軌道交通5号線の地下駅。出入口が2つある。

## 駅構造
望園路駅は地下2階に島式ホームを有し、フルスクリーンタイプのホームドア、バリアフリーのエレベーター、トイレが備わる。プラットフォームの西側に渡り線がある。プラットフォーム幅は10.2m、駅本体は262.4×17.2m、標準断面幅は19.6m。
| 地上階  | 出入口                          | 2-3番出入口                          |
| 地下1階 | 駅舎                            | 発券サービス、自動券売機、有人案内所 |
| 地下2階 |                                 | ←■5号線莘荘方面（環城東路駅）        |
| 地下2階 | 島式ホーム、左ドアが開く        |                                      |
| 地下2階 | ■5号線奉賢新城方面（金海湖駅）→ |                                      |

## 駅周辺
| 出入口    | 行先     |
| --------- | -------- |
| 2番出入口 | 航南公路 |
| 3番出入口 | 航南公路 |

## 隣の駅
上海軌道交通
■5号線本線
環城東路駅 - 望園路駅 - 金海湖駅